# Rocky Lynch
Rocky Lynch (ur. 1 listopada 1994 w Littleton) – amerykański muzyk, tancerz, piosenkarz, kompozytor gra w zespole R5 wraz ze swoim rodzeństwem Rikerem, Rossem, Rydel i bliskim przyjacielem rodziny Lynchów - Ellingtonem Ratliffem.